# Уары
Уары (также Вары, на кит.: 滑; пиньинь: Huá) — были наибольшим из трёх этнических компонентов, составляющих конфедерацию, известную в Европе как эфталиты и в Китае как Yanda (嚈噠) и доминирующим этносом Хорезма.
По мнению Фирдоуси, легендарным предком Уар был Афрасиаб.
Согласно сочинениям Симокатта, уары (вместе с хионитами) были предками европейских авар.
Эдвин Пуллиблэнк, Питер Голден и Карой Цегледи полагали, что монгольские племена вар (хуа) вместе с, предположительно, тюркскими гуннами могли составлять правящее ядро государства эфталитов, и что эти вары были связаны с конфедерацией Ухуань из Внутренней Монголии.